# Podsędków
Podsędków – stacja towarowa położona na linii kolejowej nr 450 oraz linii kolejowej nr 908.

## Położenie
Stacja została zbudowana w 1952 roku we wsi Lachówka Duża, w województwie lubelskim, w Polsce. Znajduje się 1,2 km od terminala Wólka, 2,4 km od terminala Kowalewo oraz 4,4 km od terminala Raniewo.

## Infrastruktura
Linie przechodzące przez stację:
| Numer Linii | Przebieg linii       | Kilometr | Źródło |
| ----------- | -------------------- | -------- | ------ |
| 450         | Kobylany - Wólka     | 12,8     | [ 6 ]  |
| 908         | Chotyłów - Podsędków | 3,4      | [ 7 ]  |